# Taishi Ozawa
Taishi Ozawa (小澤大嗣, Ozawa Taishi) (né le 23 octobre 1996 à Shizuoka) est un catcheur (lutteur professionnel) japonais, qui est principalement connu pour son travail à la Pro Wrestling NOAH.

## Carrière de catcheur

### Pro Wrestling NOAH(2021-2024)
Lors de The New Year 2024, il perd contre Yu Owada.

### Retour à la Pro Wrestling NOAH (2024-...)

#### Team 2000 X (2024–...)
Lors de Deathnity, il effectue un Heel Turn en trahissant Kaito Kiyomiya et quitte All Rebellion pour rejoindre Team 2000X,.
Lors de The New Year 2025, il bat Kaito Kiyomiya et remporte le GHC Heavyweight Championship et bat par la même occasion également le record de Kiyomiya de deux ans et quatre mois et devient le lutteur le plus rapide à remporter le titre, après ses débuts en lutte professionnelle. Le 11 Février 2025, il conserve son titre contre Galeno. Après le match, il est défié par Manabu Soya pour le GHC Heavyweight Championship et qui propose de mattre également son GHC National Championship en jeu dans un Double Title Match. Le 2 mars 2025, il bat Manabu Soya pour remporter le GHC National Championship et conserver le GHC Heavyweight Championship. Par la suite, il est défié par Masa Kitamiya pour un match pour le GHC Heavyweight Championship, avant de rejeter le GHC National Championship, déclarant qu'il n'avait pas besoin d'un championnat de « deuxième ou troisième zone », et accepte le défi de Kitamiya. Le 22 Mars 2025, il conserve son titre contre Masa Kitamiya. Le 3 mai 2025, il conserve son titre contre Kenta.

## Palmarès
- Pro Wrestling NOAH
  - 1 fois GHC Heavyweight Championship
  - 1 fois GHC National Championship